# Arado Ar 232
Arado Ar 232 Tausendfüssler (Tysk: Tusindben) regnes som det første moderne transportfly. Det blev designet af Arado Flugzeugwerke under 2. verdenskrig og bygget i et mindre antal. Designet og konstruktionen introducerede næsten alle kendetegn som regnes som standard på moderne transportfly, herunder en lav kasseformet flykrop, lasterampe bagest, et højt haleparti for at lette lastning og egenskaber for at operere på vanskelige og utilgængelige rullebaner. Til trods for at Luftwaffe viste interesse for at erstatte og supplere deres flåde af, for det meste ældre Ju 52–fly, bestilte de alligevel ikke Arado Ar 232 i større antal.